# Universal Consciousness
Universal Consciousness — п'ятий сольний альбом Еліс Колтрейн. Він був записаний з квітня по червень 1971 року в Нью-Йорку та в домашній студії Джона Колтрейна в Дікс-Гіллс, штат Нью-Йорк, і був випущений пізніше того ж року лейблом Impulse! Records. На альбомі Колтрейн грає на арфі та органі, також в записі брали участь басист Джиммі Гаррісон, барабанщики Джек Деджонетт, Рашид Алі та Кліффорд Джарвіс, а на трьох треках — квартет скрипалів, що грає партії в аранжуванні Орнетта Коулмана. Це був перший із серії з трьох альбомів (World Galaxy та Lord of Lords), на яких Колтрейн з'явивилася з ансамблем струнних.
Universal Consciousness був записаний невдовзі після повернення Колтрейн з подорожі до Індії, і став першим альбомом, на якому вона грає на органі Wurlitzer. В одному з інтерв'ю вона пов'язувала своє рішення використовувати цей інструмент з інтересом до індійської музики, порівнюючи його звучання зі звучанням фісгармонії та тамбури. Її знайомство з органом також ознаменувало поворотний момент у її світогляді як музикантки; посилаючись на той факт, що у інструмента «два або три мануали і повний бас у педалях», вона згадувала: «Коли я почала грати на органі, прийшла свобода і розуміння того, що мені ніколи не доведеться залежати від когось іншого в музичному плані».
У 2011 році Impulse! перевидав альбом разом з Lord of Lords як частину компіляції під назвою Universal Consciousness/Lord of Lords.

## Відгуки критиків
У рецензії для AllMusic Том Юрек писав: «Це мистецтво найвищого рівня, задумане блискучим розумом, поетично представлене у вишуканій співпраці божественно натхненних музикантів і смиренно запропоноване як подарунок слухачам. Це справжній шедевр».
Автори The Penguin Guide to Jazz Recordings назвали цей альбом «можливо, її найкращим досягненням у записі», а її гру на арфі та органі охарактеризували як «неперевершену». Вони писали: «Персоналії відображають досить різні музичні підходи та переконання Еліс Колтрейн у тому, що кожен музичний твір має свій власний достатній оркестр».
Білл Шумейкер з Jazz Times назвав Universal Consciousness «довговічним альбомом і, можливо, шедевром Еліс Колтрейн», назвавши її дебют на органі «приголомшливим» і відзначивши, як інструмент «підкреслює відбивки в стилі Бада Павелла» і «бездоганну артикуляцію».
Метью Фіандер з PopMatters прокоментував: «Альбом має прекрасне, хоча і складне звучання, він, здається, несе в собі всі музичні інтереси Еліс Колтрейн, її відданість вірі та пам'яті її чоловіка, і результат вражає і приносить радість».
Джозеф Нефф з Vinyl District назвав альбом «справді надзвичайним записом» і похвалив його «впевненість, ясність і майстерність масштабу та інструментарію». Він зазначив, що відсутність горнів більш ніж компенсується присутністю «виняткового гурту» та «віддаленою гостротою органу Колтрейн».
Британський журнал Fact назвав цей альбом третім найкращим альбомом 1970-х років, а барабанщик і співавтор видання Елі Кешлер назвав його значним впливом і прокоментував: «Їй вдалося об'єднати дух часу в один роздутий клубок енергії — злиття модального джазу, екстатичних ритуалів, електроніки, східного впливу, різноспрямованих ритмів і студійних експериментів з авангардною західною класикою…».

## Трек-лист
| #  | Назва                     | Тривалість |
| -- | ------------------------- | ---------- |
| 1. | «Universal Consciousness» | 5:06       |
| 2. | «Battle at Armageddon»    | 7:20       |
| 3. | «O Allah»                 | 5:00       |
| 4. | «Hare Krishna»            | 8:14       |
| 5. | «Sita Ram»                | 4:47       |
| 6. | «The Ankh of Amen-Ra»     | 6:09       |

## Персоналії
- Еліс Колтрейн – арфа, орган
- Джиммі Гаррісон – бас (1, 3, 4, 5)
- Джек Деджонетт – барабани  (1, 3, 4)
- Кліффорд Джарвіс – барабани (4, 5), перкусія (4)
- Рашид Алі – барабани (2, 6), вітряні куранти (6)
- Тулсі – тамбура (4, 5)
- Джон Блер, Джуліус Бранд, Лерой Дженкінс, Джоан Каліш – скрипка (1, 3, 4)

- Струнні аранжування на треках 1, 3 і 4 Еліс Колтрейн.
- Треки 4 і 5 аранжовані Еліс Колтрейн.
- Транскрипції на треках 1, 3 і 4 Орнетт Коулман

- Продюсери: Еліс Колтрейн і Ед Мішель.
- Звукоінженери Дікс-Гіллс: В. Барнек та Рой Мусгнуг.
- Звукоінженери A&R: Тоні Мей.
- Зведення Тоні Мей і Ед Мішель.